# Lautertal (Bawaria)

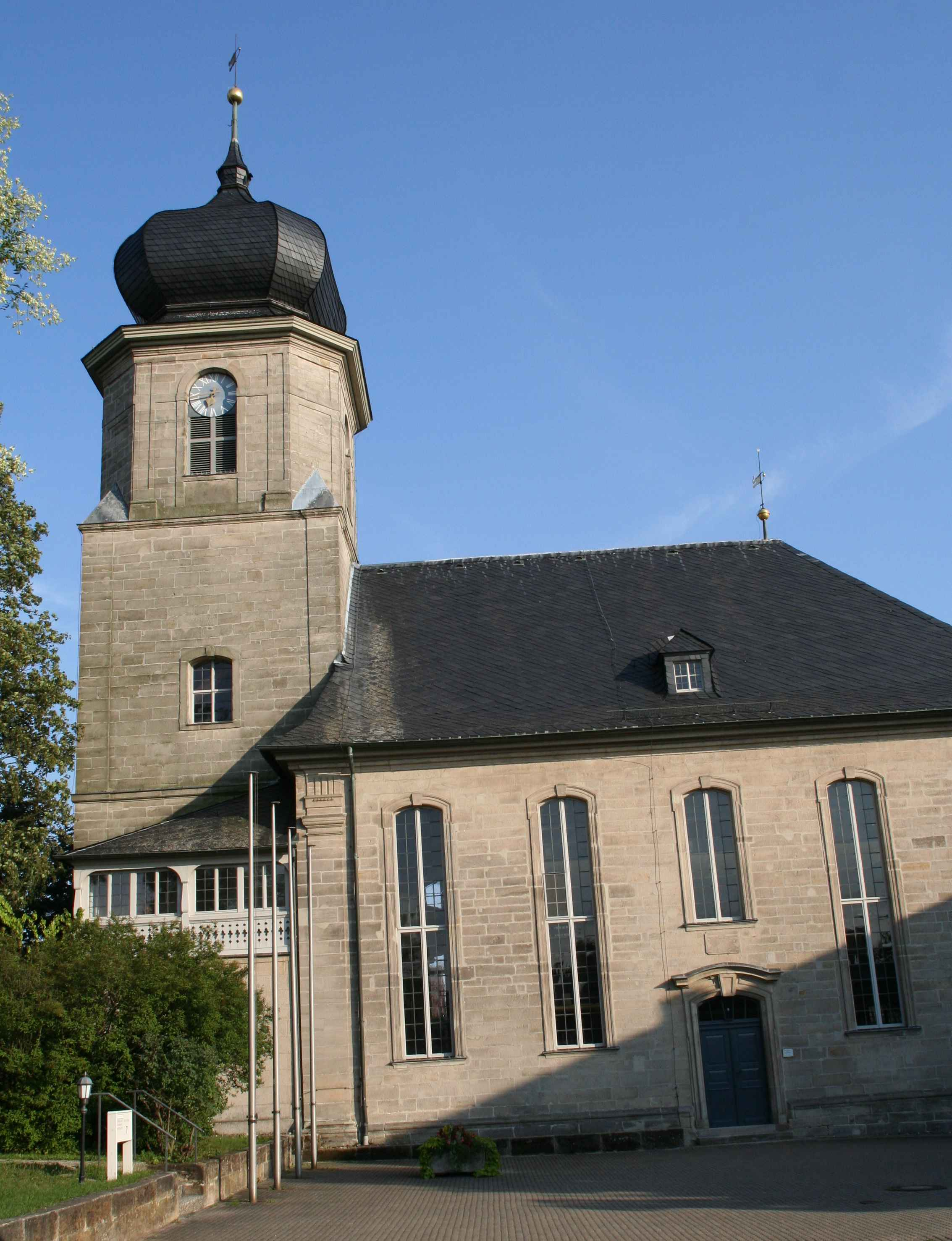
Kościół ewangelicki w dzielnicy Unterlauter

Lautertal – miejscowość i gmina w Niemczech, w kraju związkowym Bawaria, w rejencji Górna Frankonia, w regionie Oberfranken-West, w powiecie Coburg. Leży około 8 km na północ od Coburga, przy autostradzie A73 i drodze B4.

## Dzielnice
W skład gminy wchodzą następujące dzielnice: Unterlauter, Oberlauter, Tiefenlauter, Neukirchen, Tremersdorf i Rottenbach.